# Scelotes-skinken
Scelotes-skinken (Scelotes) zijn een geslacht van hagedissen uit de familie skinken (Scincidae).
Deze skinken hebben een langwerpig en glad, slangachtig lichaam dat meestal bruin van kleur is. Een bijzonderheid is dat sommige soorten zowel voor- als achterpoten hebben maar de meeste soorten hebben alleen achterpoten of bezitten helemaal geen pootjes meer. Scelotes-skinken baren levende jongen en zijn overdag actief, ze leven van kleine diertjes.
Er zijn ruim twintig soorten die voorkomen in delen van zuidelijk Afrika. Alle soorten zijn gebonden aan gebieden met een losse ondergrond, omdat de hagedissen vaak graven. De meeste soorten komen algemeen voor, enkele soorten echter worden beschouwd als sterk bedreigd of zelfs uitgestorven.

## Naamgeving en indeling
De wetenschappelijke naam van het geslacht werd in 1826 voorgesteld door Leopold Fitzinger. Fitzinger plaatste één soort in het geslacht die daarmee automatisch de typesoort werd: Bipes anguineus Merrem, 1820, waarvoor Merrem de oudere naam Anguis bipes Linnaeus, 1758 als synoniem opgaf.
Er worden tegenwoordig 22 verschillende soorten onderscheiden. Sommige bronnen geven een afwijkend soortenaantal, enkele soorten worden sinds recentelijk niet meer als zodanig erkend. De voormalige soort Scelotes schebeni wordt sinds 2016 beschouwd als een verkeerd gedetermineerd exemplaar van Melanoseps occidentalis, die tot een geheel ander geslacht behoort. De voormalige soort Scelotes bicolor is in 2014 gesynonimiseerd met de soort Scelotes arenicolus.

## Verspreiding en habitat
Van dit geslacht komen de vertegenwoordigers voor in delen van zuidelijk Afrika, de verschillende soorten leven in de landen Mozambique, Namibië, Swaziland en Zuid-Afrika. Tien van de 22 soorten komen endemisch voor in Zuid-Afrika.
De soort Scelotes poensis komt daarnaast voor in een geïsoleerd gebied, deze skink is alleen te vinden op het eiland Bioko dat voor de kust van Equatoriaal-Guinea is gelegen. Er zijn wel meer soorten waarvan populaties op eilanden voorkomen. Deze dieren hebben zich waarschijnlijk van het vasteland naar de eilanden verplaatst toen de zeespiegel veel lager was zodat de zee tussen eilanden droog lag.

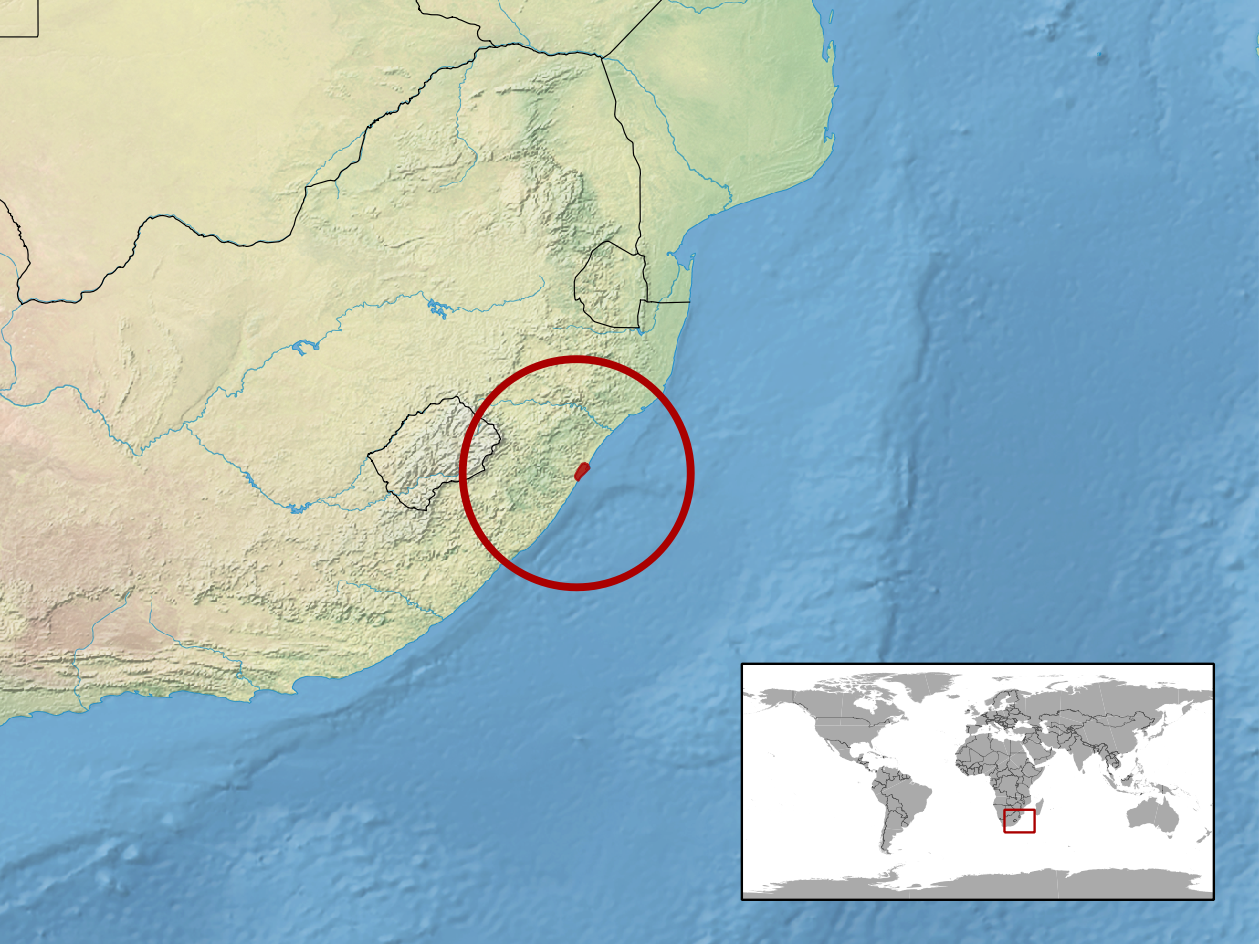
Verspreidingsgebied van Scelotes inornatus in het rood. Deze soort komt alleen voor rond de stad Durban.

De habitat bestaat uit gebieden waar los zand of een ander droog substraat aanwezig is waar de skinken in kunnen graven. In grote delen van het areaal komen dergelijke omgevingen slechts fragmentarisch voor, hierdoor is het verspreidingsgebied van veel soorten erg versnipperd. Een belangrijke habitat voor veel soorten bestaat uit bosranden, waar zowel een strooisellaag is om in te schuilen als open plekken om te zonnebaden. Veel soorten worden door hun verborgen levenswijze weinig gezien, terwijl ze bij nader onderzoek algemeen voorkomen.
Aanpassingen door de mens in de streken waar de skinken leven zorgen vaak voor een verdere versnippering van het leefgebied. In verstedelijkte gebieden waar graszoden zijn aangelegd kunnen de skinken niet goed meer graven vanwege de vele plantenwortels. Scelotes-skinken zijn zo klein dat zelfs een stoeprand al een onoverkomelijke hindernis kan zijn.
Door de internationale natuurbeschermingsorganisatie IUCN is aan vijftien van de 22 soorten een beschermingsstatus toegewezen. Negen soorten worden beschouwd als 'veilig' (Least Concern of LC), drie soorten worden gezien als 'gevoelig' (Near Threatened of NT) en één soort wordt gezien als 'kwetsbaar' (Vulnarable of VU).
De soort Scelotes inornatus staat te boek als 'ernstig bedreigd' (Critically Endangered of CE). Deze skink is alleen bekend van een klein gebied rond de stad Durban, het totale areaal beslaat een oppervlakte van nog geen vijf vierkante kilometer. De Zuid-Afrikaanse soort Scelotes guentheri ten slotte is waarschijnlijk uitgestorven. Van deze skink is slechts een enkel exemplaar bekend en de soort is sinds zijn ontdekking in 1886 nooit meer gezien.

## Uiterlijke kenmerken

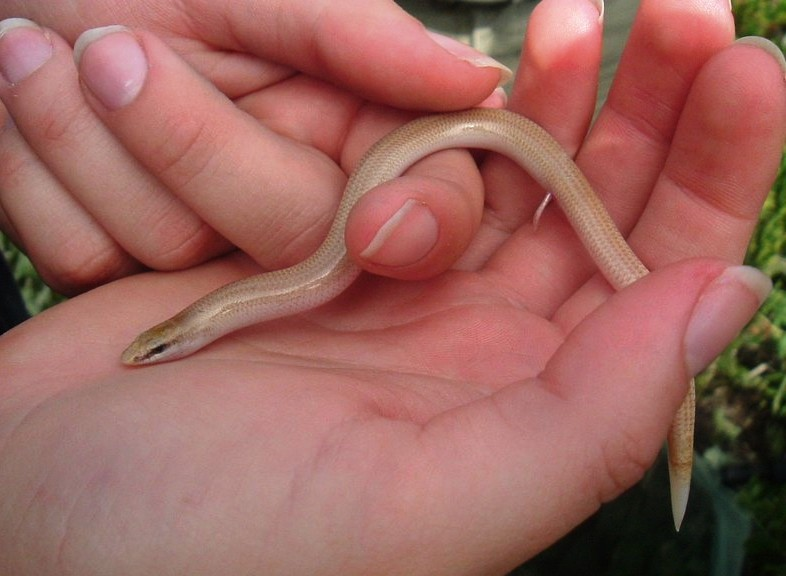
Scelotes montispectus heeft geen voorpoten en de kleine achterpootjes dragen slechts twee tenen.

Scelotes-skinken blijven vrij klein en bereiken een kopromplengte van ongeveer zeven tot elf centimeter, dus exclusief de staart. Ze verschillen inwendig vooral van alle andere skinken doordat de botten in het verhemelte elkaar raken, terwijl die van de andere skinken uit elkaar liggen.

### Lichaam
Het lichaam is langwerpig en slangachtig van vorm en heeft in de regel geen zichtbare poten, de schubben zijn glad en glanzend. De lichaamskleur is meestal bruin tot donkerbruin, de onderzijde is lichter tot wit van kleur. Een aantal soorten heeft een duidelijke tekening die bestaat uit lichtere en donkere lengtestrepen. Bij veel soorten komen donkere vlekjes voor op de schubben aan de flanken.
Er is geen duidelijk insnoering tussen de kop en het lichaam, de kop eindigt stomp en de snuitpunt is niet afgerond maar enigszins hoekig van vorm. De ogen zijn duidelijk zichtbaar en hebben beweegbare oogleden, er is geen doorzichtig venster in het ooglid aanwezig zoals van andere skinken bekend is. De meeste soorten hebben geen uitwendige gehooropeningen en bij de weinige uitzonderingen zijn deze zeer klein en moeilijk te zien.

### Poten
De meeste soorten hebben de voorpoten verloren en bezitten slechts kleine achterpoten die in de regel twee tenen hebben. Dit is een aanpassing op de gravende levenswijze. Een aantal soorten echter heeft nog minder ontwikkelde poten, zoals Scelotes gronovii die nog maar één teen aan de achterpoten heeft. Scelotes poensis heeft zelfs in het geheel geen poten meer; zowel de voor- als achterpoten zijn verloren gegaan.
Het verdwijnen van de poten is als gevolg van een gravende levenswijze is binnen de hagedissen geen uitzondering en komt bij verschillende groepen voor. Binnen sommige geslachten komen net zoals bij de scelotes-skinken verschillende gradaties van degeneratie van de poten voor. Voorbeelden zijn de pootjesslangen (Chamaesaura) van de familie gordelstaarthagedissen en de zweephagedissen (Tetradactylus) die tot de familie schildhagedissen behoren.

### Staart
De lengte van de staart is meestal korter dan de lichaamslengte maar er zijn enkele uitzonderingen zoals Scelotes fitzsimonsi en Scelotes mossambicus waarbij de staart langer is dan het lichaam. Alle soorten kunnen hun staart loslaten als deze wordt vastgepakt. Deze vorm van verdediging wordt wel caudale autotomie genoemd. Doordat de staart blijft kronkelen en de vijand afleidt kan de hagedis snel ontsnappen. Kort na de zelfamputatie wordt een nieuwe staart gevormd die relatief snel aangroeit.
Bij de meeste soorten heeft de staart dezelfde kleur als het lichaam maar er zijn enkele uitzonderingen. De soorten Scelotes fitzsimonsi, Scelotes mirus en Scelotes mossambicus hebben meestal een blauwe kleur staart.

## Levenswijze

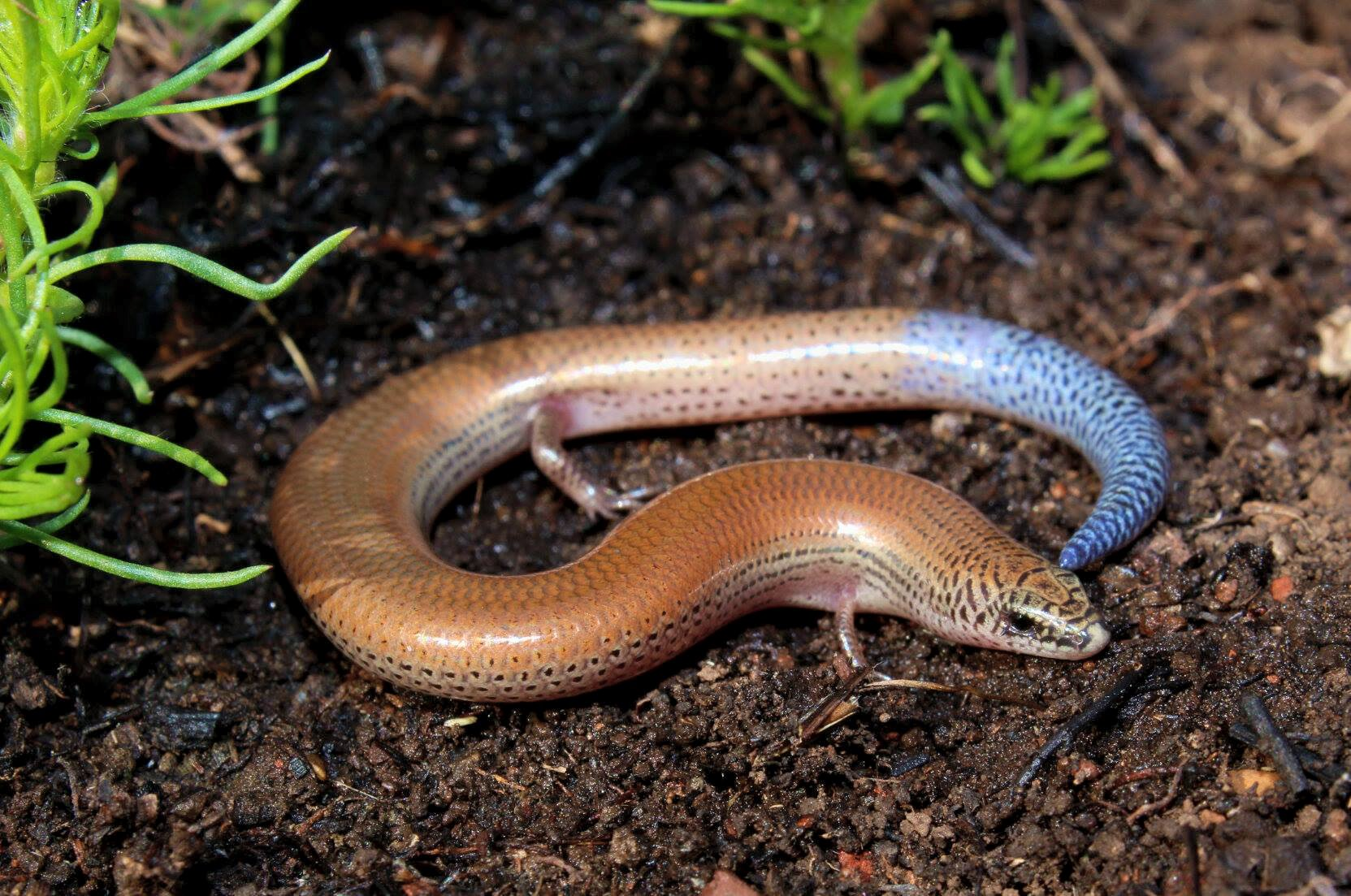
De verschillende soorten zijn bodembewonend. Afgebeeld is Scelotes mirus, die relatief ontwikkelde poten bezit met vijf vingers en tenen.

Alle soorten kennen een gravende levenswijze in het zand, ze komen altijd voor in gebieden met een losse structuur van de grond. De skinken kunnen door het zand 'zwemmen' door kronkelende lichaamsbewegingen te maken. Normaal gesproken liggen ze net onder net oppervlak of onder stenen en houtblokken. Bij verstoring graven ze zich snel in tot een diepte van ongeveer twintig centimeter. In de winter kunnen grote aantallen exemplaren worden aangetroffen in de gezamenlijke schuilplaatsen die gebruikt worden om te overwinteren.
Scelotes-skinken zijn carnivoor en leven van kleine ongewervelden zoals insecten als krekels en termieten en kreeftachtigen als pissebedden. Prooidieren worden niet ondergronds bejaagd, zoals van veel andere gravende skinken bekend is, maar worden op de bodem buitgemaakt.
Alle soorten zijn eierlevendbarend, de jongen komen levend ter wereld en niet in een ei. De vrouwtjes produceren twee tot vijf jongen per keer. De jongen worden aan het eind van de zomer geboren. Ze zijn direct zelfstandig, van enkele soorten is bekend dat de skink pas na een jaar volwassen wordt. De meeste soorten bereiken vermoedelijk een leeftijd van meer dan vijf jaar in het wild.

## Soortenlijst
Onderstaand is een lijst van alle soorten weergegeven, met de auteur en datum, verspreidingsgebied en de beschermingsstatus. Omdat meer dan een kwart van de soorten een afwijkende configuratie van de poten heeft ten opzichte van de rest zijn deze kenmerken eveneens opgenomen.
| Naam                  | Auteur                         | Verspreidingsgebied                                              | Beschermingsstatus    | Kenmerken ledematen                                       |
| --------------------- | ------------------------------ | ---------------------------------------------------------------- | --------------------- | --------------------------------------------------------- |
| Scelotes anguineus    | Boulenger, 1887                | Zuid-Afrika (Oost-Kaap)                                          | Veilig (LC)           | Geen voorpoten, 2 tenen aan de achterpoten                |
| Scelotes arenicolus   | Peters, 1854                   | Mozambique, Swaziland, Zuid-Afrika (KwaZoeloe-Natal)             | Niet geëvalueerd      | Geen voorpoten, 2 tenen aan de achterpoten                |
| Scelotes bidigittatus | FitzSimons, 1930               | Zuid-Afrika (Transvaal, KwaZoeloe-Natal), mogelijk in Mozambique | Veilig (LC)           | Geen voorpoten, 2 tenen aan de achterpoten                |
| Scelotes bipes        | Linnaeus, 1766                 | Zuid-Afrika (West-Kaap)                                          | Veilig (LC)           | Geen voorpoten, 2 tenen aan de achterpoten                |
| Scelotes bourquini    | Broadley, 1994                 | Zuid-Afrika (KwaZoeloe-Natal)                                    | Kwetsbaar (VU)        | Geen voorpoten, 2 tenen aan de achterpoten                |
| Scelotes caffer       | Peters, 1861                   | Zuid-Afrika (Oost-Kaap)                                          | Niet geëvalueerd      | Gereduceerde voor- en achterpoten                         |
| Scelotes capensis     | Smith, 1849                    | Namibië, Zuid-Afrika                                             | Niet geëvalueerd      | Geen voorpoten, 2 tenen aan de achterpoten                |
| Scelotes duttoni      | Broadley, 1990                 | Mozambique                                                       | Niet geëvalueerd      | Geen voorpoten, 2 tenen aan de achterpoten                |
| Scelotes fitzsimonsi  | Broadley, 1994                 | Mozambique, Zuid-Afrika (KwaZoeloe-Natal)                        | Veilig (LC)           | Geen voorpoten, 2 tenen aan de achterpoten                |
| Scelotes gronovii     | Daudin, 1802                   | Zuid-Afrika (West-Kaap)                                          | Gevoelig (NT)         | Geen voorpoten, 1 teen aan de achterpoten                 |
| Scelotes guentheri    | Boulenger, 1887                | Zuid-Afrika (KwaZoeloe-Natal)                                    | Uitgestorven (EX)     | Geen voorpoten, 2 tenen aan de achterpoten                |
| Scelotes inornatus    | Smith, 1849                    | Zuid-Afrika (KwaZoeloe-Natal)                                    | Ernstig bedreigd (CR) | Geen voorpoten, 2 tenen aan de achterpoten                |
| Scelotes insularis    | Broadley, 1990                 | Mozambique                                                       | Niet geëvalueerd      | Geen voorpoten, 2 tenen aan de achterpoten                |
| Scelotes kasneri      | FitzSimons, 1939               | Zuid-Afrika (West-Kaap)                                          | Gevoelig (NT)         | Geen voorpoten, 2 tenen aan de achterpoten                |
| Scelotes limpopoensis | FitzSimons, 1930               | Botswana, Zimbabwe, Zuid-Afrika (Transvaal)                      | Niet geëvalueerd      | Geen voorpoten, 2 tenen aan de achterpoten                |
| Scelotes mirus        | Roux, 1907                     | Swaziland, Zuid-Afrika (KwaZoeloe-Natal, Transvaal)              | Veilig (LC)           | Gereduceerde voor- en achterpoten                         |
| Scelotes montispectus | Bauer, Whiting & Sadlier, 2003 | Zuid-Afrika (West-Kaap)                                          | Gevoelig (NT)         | Geen voorpoten, 2 tenen aan de achterpoten                |
| Scelotes mossambicus  | Peters, 1882                   | Mozambique, Swaziland, Zuid-Afrika (KwaZoeloe-Natal, Transvaal)  | Veilig (LC)           | Geen voorpoten, 2 tenen aan de achterpoten                |
| Scelotes poensis      | Bocage, 1895                   | Equatoriaal-Guinea (Bioko)                                       | Niet geëvalueerd      | Zowel voor- als achterpoten ontbreken                     |
| Scelotes sexlineatus  | Harlan, 1824                   | Zuid-Afrika (Noord-Kaap)                                         | Veilig (LC)           | Geen voorpoten, 2 tenen aan de achterpoten                |
| Scelotes uluguruensis | Barbour & Loveridge, 1928      | Tanzania                                                         | Niet geëvalueerd      | Duidelijke voor- en achterpoten met vijf vingers en tenen |
| Scelotes vestigifer   | Broadley, 1994                 | Zuid-Afrika (KwaZoeloe-Natal)                                    | Veilig (LC)           | Geen voorpoten, gereduceerde achterpoten                  |